# Лавин, Линда
Линда Лавин (англ. Linda Lavin; 15 октября 1937, Портленд — 29 декабря 2024, Лос-Анджелес) — американская певица и актриса.

## Биография
Линда Лавин родилась в 1937 году в семье бизнесмена и оперной певицы. Начала карьеру как ребёнок-актёр с выступлений в театре, в первую очередь в кабаре. Она добилась первого широкого признания в 1966 году после роли в бродвейском мюзикле «Это птица … Это самолет … Это Супермен», а в 1970 году получила первую номинацию на премию «Тони» за роль в пьесе Last of the Red Hot Lovers. Она переехала в Голливуд в 1973 году и начала карьеру в кино и на телевидении, достигнув более широкого признания за главную роль в телесериале «Элис» (1976—1985), который принес ей две премии «Золотой глобус» и номинацию на «Эмми». В 2013 году Лавин вернулась на телевидение с ролью в ситкоме «Шон сохраняет мир».
В 1987 году она вернулась на Бродвей и выиграла премию «Тони» за главную роль в пьесе «Бродвейские связи». В общей сложности она пять раз номинировалась на «Тони»: в 1980, 1987, 1998, 2001 и 2010 годах, выиграв однажды, в 1987. Она также выиграла три премии «Драма Деск»: в 1969, 1987 и 2008 годах.

## Личная жизнь
В 1969 году вышла замуж за актёра Рона Либмана, они развелись в 1981 году. В 1982 году вышла замуж за актёра Кипа Нивена, с которым она развелась в 1992 году. В 2005 году вышла замуж за актёра Стива Бакунаса.

### Смерть
Лавин умерла 29 декабря 2024 года в Лос-Анджелесе от осложнений рака лёгких, в возрасте 87 лет.

## Награды и номинации
- «Эмми»
  - 1979 — Премия «Эмми» за лучшую женскую роль в комедийном телесериале — «Элис» (номинация)

«Золотой глобус»
  - 1978 — Премия «Золотой глобус» за лучшую женскую роль в телевизионном сериале — комедия или мюзикл — «Элис»
  - 1979 — Премия «Золотой глобус» за лучшую женскую роль в телевизионном сериале — комедия или мюзикл — «Элис»
  - 1981 — Премия «Золотой глобус» за лучшую женскую роль в телевизионном сериале — комедия или мюзикл — «Элис» (номинация)

«Тони»
  - 1970 — Премия «Тони» за лучшую женскую роль второго плана в пьесе — Last of the Red Hot Lovers (номинация)
  - 1987 — Премия «Тони» за лучшую женскую роль в пьесе — Broadway Bound
  - 1998 — Премия «Тони» за лучшую женскую роль второго плана в пьесе — «Дневник Анны Франк» (номинация)
  - 2001 — Премия «Тони» за лучшую женскую роль в пьесе — The Tale of the Allergist’s Wife (номинация)
  - 2010 — Премия «Тони» за лучшую женскую роль в пьесе — Collected Stories (номинация)
  - 2012 — Премия «Тони» за лучшую женскую роль в пьесе — The Lyons (номинация)

«Драма Деск»
  - 1969 — Премия «Драма Деск» за лучшую женскую роль в пьесе — Little Murders
  - 1987 — Премия «Драма Деск» за лучшую женскую роль в пьесе — Broadway Bound
  - 1995 — Премия «Драма Деск» за лучшую женскую роль в пьесе — Death Defying Acts (номинация)
  - 1998 — Премия «Драма Деск» за лучшую женскую роль второго плана в пьесе — The Diary of Anne Frank (номинация)
  - 1995 — Премия «Драма Деск» за лучшую женскую роль в пьесе — The Tale of the Allergist’s Wife (номинация)
  - 2008 — Премия «Драма Деск» за лучшую женскую роль второго плана в пьесе — The New Century
  - 2011 — Премия «Драма Деск» за лучшую женскую роль второго плана в пьесе — Collected Stories (номинация)